# The Big I Am
The Big I Am es una película británica de gángsters del año 2010 protagonizada por Michael Madsen y Leo Gregory. Fue en formato DVD el 12 de abril de 2010.

## Trama
"Un cruel giro del destino catapulta al ratero Mickey Skinner a las grandes ligas, convirtiéndolo en el jefe de una pandilla despiada londinense, a punto de concretar un trato lucrativo".

## Reparto
- Leo Gregory como Skinner
- Michael Madsen como Martell
- Vincent Regan como Barber
- Robert Fucilla como Floyd
- Steven Berkoff como The MC
- Beatrice Rosen como Liza
- Paul Kaye como Keys
- Phil Davis como Stubbs
- MC Harvey como Robbo
- Joel Beckett como Johnny

## Producción
La película se grabó en partes de Gales del Sur, así como en Cardiff y Caldicot, Monmouthshire.